# Larentia carolata
Larentia carolata là một loài bướm đêm trong họ Geometridae.